# NGC 7233
NGC 7233 (również PGC 68441) – galaktyka spiralna z poprzeczką (SB0-a), znajdująca się w gwiazdozbiorze Żurawia. Odkrył ją John Herschel 6 września 1834 roku.